# 大都會衛星車隊
25°02′43.1″N 121°30′48.8″E / 25.045306°N 121.513556°E
大都會車隊股份有限公司（英語：Metro Taxi Co., LTD.，簡稱：大都會車隊）是台灣的一個計程車車隊。大都會車隊採用聯華電信所開發之車機與派遣系統於2008年4月正式在台北開始經營，並在車頂燈箱上使用以M字為主的專屬車隊標誌。大都會衛星車隊於成立之初，曾實施車資打7折的方式吸引乘客，短時間內已成為台灣前三大計程車車隊之一。目前大都會在台灣有超過8000台車，並經營各式車貼廣告及活動。

## 營運概況
大都會衛星車隊目前全台車輛約8000輛，營運據點除了臺北都會區外，另外在桃園市、台中市、嘉義都會區、台南市、高雄市等台灣主要都會區都有成立分公司據點，資本額約2億元，2009年與悠遊卡公司合作推出車上刷悠遊卡服務，並於2010年與優良衛星車隊推出聯合派遣服務。規模逐步擴大，目前車隊規模台北約6000輛，全台則超過8000輛計程車。

## 外部連結
- 大都會衛星車隊 （页面存档备份，存于）
- YouTube上的大都會衛星車隊 Mtaxi頻道